# Ажибекова, Клара Ажибековна
Кла́ра Ажибе́ковна Ажибе́кова (род. 1946, Нарын) — киргизский политический и научный деятель. 1-й секретарь ЦК Коммунистической партии Кыргызстана. Председатель координационного совета народного движения «За Союз и братство народов». Заместитель председателя Международного комитета Конгресса народов СССР. Доктор философских наук.

## Биография
Родилась в 1946 году в Нарыне, Нарынская область. По национальности киргизка.
В 1961 году окончила медучилище. В 1970 году закончила Киргизский государственный медицинский институт (КГМИ; ныне Киргизская государственная медицинская академия имени И. К. Ахунбаева), в 1973 году — аспирантуру, в 1990 году — докторантуру Академии общественных наук при ЦК КПСС (ныне Российская академия государственной службы.
Трудовую деятельность начала с работы преподавателем, старшим преподавателем в Киргизском государственном университете (ныне Киргизский национальный университет имени Жусупа Баласагына), доцентом КГМИ, лектором ЦК Коммунистической партии Киргизии, заведующим Домом политпросвещения, заместителем заведующего идеологическим отделом ЦК, ректором Института политологии и социального управления ЦК КП Киргизии, заведующей кафедрой Института Управления Кабинета министров Киргизской Республики, заведующей кафедрой ПИРЯЛ, БГУ. С 1993 года — профессор Киргизско-российского славянского университета.
Специалист в области философии, религиоведения.
Является автором более 120 научных работ, в том числе 4 монографии.

### Политическая деятельность и взгляды
В 1999 году в Партии коммунистов Кыргызстана произошёл раскол, в результате которого 13 сентября того же года зарегистрировалась Коммунистическая партия Кыргызстана, возглавляемая Кларой Ажибековой.
15 сентября 1999 года в своём интервью в газете «Вечерний Бишкек» К. Ажибекова назвала Абсамата Масалиева и Николая Байло «оппортунистами», обвинив их в бездействии «в восстановлении обновлённого Союза советских народов».
Клара Ажибекова придерживается марксистско-ленинистских взглядов. Отметила роль Иосифа Сталина великой, заявив, что «благодаря ему поднялся СССР». Принимает участие в шествиях в Первое мая и митингах, посвящённых Октябрьской революции. Поддерживает билингвизм, но делает больше ставку на киргизский язык.
Участвовала в парламентских выборах в Кыргызстане 2005 года, но, выставив свою кандидатуру в столице Кыргызстана Бишкеке, не смогла набрать 7 % голосов избирателей (необходимый минимум).
В феврале 2015 года организовала митинг у посольства США в Бишкеке. 27 февраля протестующие со стороны Коммунистической партии Кыргызстана и общественной организации «Русский мир» вышли с требованием не вмешиваться во внутренние дела страны и выступали против назначения 13 февраля Ричарда Майлза временно поверенным в делах дипломатической миссии США в Кыргызстане и требовали отозвать его с этой должности. Клара Ажибекова по этому событию заявила следующее:
Мы не позволим вновь превратить Киргизию в горячую точку. Кыргызстан — это вам не Украина. В нашу страну прибыл посол, который известен как виртуозный исполнитель и организатор цветных революций. Мы обращаемся к Бараку Обаме с требованием не устраивать новых кровопролитных конфликтов в Киргизии.
10 ноября 2017 года в мультимедийном пресс-центре Sputnik Кыргызстан состоялся видеомост, посвящённый 100-летию Октябрьской революции, в нём Клара Ажибекова приняла участие.
В июне 2020 года заявила, что людям не хватает экологического образования и воспитания, и что в рамках капитализма проблему чистых продуктов питания не решить.
В ноябре 2020 года резко высказалась о статусе экс-президента, предложив его ликвидировать в рамках поправки к обсуждаемому проекту Конституции Кыргызстана:
Ни один президент не заслужил статуса экс-президента. Это статья становится в наших условиях просто безнравственной. За что давать этот статус, за какие достижения?

## Основные публикации
- К. Ажибекова. Молодёжь и проблемы психологии религии и атеизма в условиях современной НТР. — Фрунзе: «Илим», 1989.
- К. Ажибекова. Учёты национальных исторических традиций в национальной политике. В кн.: Роль средств массовой информации в совершенствовании межнациональных отношений.. — М.: АОН при ЦК КПСС, 1989. Ч. II.
- К. Ажибекова. Естественное и социальное в адаптации человека. 111 глава коллективной монографии «Естественное и искусственное в естественнонаучном познании». — Бишкек: «Илим», 1991.
- К. Ажибекова. Будущность человека в эпоху информационной цивилизации. В кн.: Человек, духовность, информация. — Бишкек, 1998.
- К. Ажибекова. Религия как компонент прогрессивной глобальной интеграции в мире. В кн.: Центральная Азия и культура мира. — Бишкек, 1999.[2]